# Buckabank
Buckabank lub Buckhow-Bank – przysiółek w Anglii, w Kumbrii, w dystrykcie (unitary authority) Cumberland. Leży 7 km na południe od miasta Carlisle i 416 km na północny zachód od Londynu. W latach 1870–1872 osada liczyła 617 mieszkańców.